# Захоплення заручників у виправній колонії № 19
23 серпня 2024 року у виправній колонії № 19 у місті Суровикіно Волгоградської області четверо ісламістів-в'язнів з ножами напали на співробітників колонії та інших ув'язнених, взявши частину з них у заручники. Всі 4 бунтівників були вбиті через кілька годин під час операції зі звільнення заручників. Окрім бунтівників, загинули 4 особи.

## Хід подій
Приблизно о 12 годині 30 хвилин, 23 серпня 2024 року кілька в'язнів під час засідання дисциплінарної комісії, захопили виправну колонію № 19 у місті Суровікіно Волгоградської області та взяли до заручників співробітників, включаючи начальника колонії Андрія Девятова. За заявами самих в'язнів, вони були прихильниками «Ісламської держави» і мстилися за затриманих у справі про теракт у «Крокус Сіті Голлі».
Трьох співробітників було вбито, ще один того ж дня помер у лікарні. Начальник колонії Девятов із тяжкими пораненнями перебуває у лікарні в реанімації у вкрай тяжкому стані.
З 16:00 до 16:30 вівся штурм, під час якого ісламістів було вбито. Один із них намагався підірвати себе за допомогою «жилета смертника», але система не спрацювала.

## Розслідування
За фактом нападу на колонію Слідчий комітет Росії порушив кримінальну справу  за частиною 4 статті 206 («Захоплення заручників») і частиною 3 статті 321 («Дезорганізація діяльності установ, що забезпечують ізоляцію від суспільства») КК РФ.
Після аналогічного інциденту 16 червня 2024 року в Ростові-на-Дону начальники виправних колоній заявили, що завжди готові до таких випадків, і запроваджувати нові запобіжні заходи не слід .
Депутат Держдуми РФ Олександр Хінштейн поскаржився на корупцію у виправній колонії, де співробітники продавали бойовикам ножі та телефони, незважаючи на зростаючу від таких дій загрозу .